# اشکلارسکا پرمبا
شْکْلارْسْکا پُرِمْبا (به لهستانی:Szklarska Poręba [ˈʂklarska pɔˈrɛmba]؛ آلمانی: Schreiberhau) شهری در جنوب غربی لهستان با جمعیتی حدود ۷۰۰۰ نفر است. این شهر پیست اسکی معروفی دارد.